# Altonaer Stadion
Das Altonaer Stadion (auch Altonaer Volksparkstadion oder Bahrenfelder Stadion genannt) war ein 1925 eröffnetes Fußballstadion in Altona. Das Stadion war Teil des Altonaer Volksparks in Bahrenfeld und Vorläufer des Volksparkstadions.

## Geschichte
Der Bau des Stadions basierte auf den Plänen des Altonaer Stadtoberbaurates Gustav Oelsner. Eingeweiht wurde das Stadion am 11. September 1925 mit einer Turn- und Sportwoche, an der etwa 50.000 Menschen teilnahmen. Das erste Fußballspiel fand zwei Tage später statt, die Arbeitersportler Altonas trafen dabei auf den damaligen Fußballmeister des ATSB, den VfL Stötteritz aus Leipzig. Das Stadion umfasste damals eine Tribüne mit 2.000 überdachten Sitzplätzen und ungefähr 40.000 Stehplätzen im Stadionrund.
Da Hamburg nicht über ein großes Stadion verfügte, trug der Hamburger SV als einer der führenden Fußballvereine in Hamburg die Heimspiele, bei denen eine größere Anzahl von Zuschauern zu erwarten war, im Altonaer Stadion aus. Unter anderem gewannen „die Rothosen“ hier 1928 ihre zweite deutsche Meisterschaft vor mehr als 40.000 (geschätzt: 47.000) Zuschauern durch ein 5:2 über Hertha BSC.
Zur Zeit des Nationalsozialismus gab es Pläne für ein neues, großes Stadion (Hamburger Hauptkampfbahn) im Norden des Stadtteils Winterhude. Diese Pläne wurden nicht realisiert und zerschlugen sich endgültig Anfang der 50er Jahre, da dort Hamburger in Baracken untergebracht waren, deren Wohnungen der Bombardierung zum Opfer gefallen waren. Während des Zweiten Weltkrieges diente die Tribünen als Unterkunft für 130 bis 210 italienische Kriegsgefangene.
Nach dem Zweiten Weltkrieg fand das erste Spiel am 22. Juni 1947 zwischen Hamburger SV und dem FC Schalke 04 um die Meisterschaft der Britischen Besatzungszone statt. Das Entscheidungsspiel um die Meisterschaft in der Fußball-Oberliga Nord zwischen dem Hamburger SV und dem FC St. Pauli am 22. Mai 1949 war das letzte im Altonaer Stadion. Kritik an der Bauart, die zu ungünstigen Sichtverhältnissen für die Zuschauer führten, war ausschlaggebend dafür, dass sich die politisch Verantwortlichen in der Hansestadt erneut Gedanken über ein neues großes Stadion machten. Federführend hierbei waren der Erste Bürgermeister Hamburgs Max Brauer, unter dessen Ägide als Altonaer Oberbürgermeister bereits das Altonaer Stadion entstanden war, sowie Gustav Oelsner, den Brauer bewegen konnte, nach Deutschland zurückzukehren.
Der Senat und die Bürgerschaft stimmten im Juli 1951 für den Abriss und den Neubau des Stadions. Das Fassungsvermögen sollte 75.000 Zuschauer betragen, späterer Zuschauerrekord im Volksparkstadion war schließlich 73.000. Die Einweihung des neuen Volksparkstadions fand am 12. Juli 1953 statt.